# Plecotus
Plecotus é um gênero de morcegos da família Vespertilionidae.

## Espécies
- Plecotus alpinus Kiefer e Veith, 2002
- Plecotus auritus (Linnaeus, 1758)
- Plecotus austriacus (J. Fischer, 1829)
- Plecotus balensis Kruskop e Lavrenchenko, 2000
- Plecotus kolombatovici Dulic, 1980
- Plecotus sardus Mucedda, Kiefer, Pidinchedda e Veith, 2002
- Plecotus strelkovi Spitzenberger et al., 2006
- Plecotus taivanus Yoshiyuki, 1991
- Plecotus teneriffae Barrett-Hamilton, 1907